# Hocquinghen
Hocquinghen (Nederlands: Hokkingem) is een gemeente in het Franse departement Pas-de-Calais (regio Hauts-de-France) en telt 107 inwoners (2009). De plaats maakt deel uit van het arrondissement Calais.

## Naam
De plaatsnaam heeft een Oudnederlandse herkomst. De oudste vermelding is uit het jaar 830 als Okkaningahem. Het betreft een samenstelling, waarbij het eerste element een afleiding is van een persoonsnaam + het afstammingsuffix -ing +  -heem (woonplaats, woongebied, dorp, buurtschap). De betekenis van de plaatsnaam is dan: 'woning, woonplaats van de lieden van X'. De huidige Franstalige plaatsnaam is hiervan een fonetische nabootsing.
De spelling van de naam van het dorp heeft door de eeuwen heen gevarieerd. Chronologisch heette het achtereenvolgens: Hoquingahem (857), Okaningahem (877), Aucigahem (1125), Okinghehem (1164), Hokinguehem (1170), Hochingehem (1184), Hoquinghem (1248), Hokinghehem (1282), Okigehan et Okigehen (1288), Hoghikehem (1291), Hokinghem (1339), Hocquinghehem (1474), Hoquinghen 1554), Hocquinghen (1683). Hierna kreeg en behield het zijn huidige naam en spellingswijze. 
Overigens op een Mercatorkaart uit de 16e eeuw staat de plaats aangegeven als Hoeckwinkel, wellicht een klankverwarring.

## Geografie
De oppervlakte van Hocquinghen bedraagt 1,9 km², de bevolkingsdichtheid is dus 56,3 inwoners per km².
De onderstaande kaart toont de ligging van Hocquinghen met de belangrijkste infrastructuur en aangrenzende gemeenten.

## Demografie
Onderstaande figuur toont het verloop van het inwonertal (bron: INSEE-tellingen).